# Alzamiento de Lwów
El alzamiento de Lwów (en polaco: powstanie lwowskie, akcja Burza) fue una insurrección armada del Ejército Nacional (en polaco: Armia Krajowa) y fuerzas clandestinas del movimiento de resistencia polaco contra la ocupación nazi de la ciudad de Leópolis en las últimas etapas de la Segunda Guerra Mundial. Comenzó el 23 de julio de 1944 como parte de un plan secreto para organizar un alzamiento nacional en todo el país con el nombre en clave de Operación Tempestad antes de que llegaran los soviéticos. El alzamiento de Leópolis duró hasta el 27 de julio. Poco después, las tropas polacas fueron desarmadas, los soldados arrestados o reclutados por las fuerzas armadas comunistas polacas y los oficiales arrestados por la NKVD. Algunos fueron obligados a unirse al Ejército Rojo y otros deportados a los Gulag. La ciudad misma fue ocupada por la Unión Soviética y entregada a la República Socialista Soviética de Ucrania en 1946.

## Antecedentes
A finales de diciembre de 1943, el Ejército Rojo inició otra ofensiva sobre Polonia. Ya el 4 de enero de 1944, las primeras unidades soviéticas cruzaron la frontera polaca de pre-guerra en Volinia. A finales de marzo, la mayor parte del voivodato de Tarnopol estaba en sus manos y los alemanes se preparaban para retirarse detrás del río Bug. En tales circunstancias, el Armia Krajowa (Ejército Nacional polaco, que respondía al gobierno exiliado en Londres) ideó un plan de alzamiento gradual que estallaría antes de la llegada de los soviéticos, derrotaría a las tropas alemanas en retirada y permitiría que las autoridades polacas clandestinas aparecieran en las áreas recién liberadas como sus legítimos gobernadores. El plan, cuyo nombre en código era Operación Tempestad, se puso en marcha. A principios de julio de 1944, la división local del Armia Krajowa de Leópolis (Lwów en polaco) de Jazlowce Uhlans (Ułani Jazłowieccy) preparó órdenes específicas para todas las unidades partisanas polacas en el área.
Según la orden del 5 de julio de 1944, las fuerzas del Armia Krajowa dentro de la ciudad se dividieron en cinco distritos, cada uno con su propio centro de movilización y diferentes tareas. El 18 de julio, las autoridades civiles alemanas y la Policía auxiliar ucraniana se retiraron de la ciudad. Al día siguiente, las fuerzas de la Wehrmacht abandonaron Leópolis, dejando solo una fuerza simbólica. Esto dejó gran parte de la ciudad prácticamente en manos polacas. Sin embargo, al mismo tiempo, aparecieron varias divisiones nuevas de la Wehrmacht en las afueras de la ciudad, lo que provocó que el cuartel general polaco pospusiera el alzamiento. No fue hasta la tarde del 21 de julio que llegaron a la zona las primeras unidades de reconocimiento del Ejército Rojo.

## El alzamiento
La 29.ª Brigada de Tanques soviética del 4.º Ejército de Tanques al mando del teniente general Lelushenko llegó a los límites de la ciudad el 22 de julio de 1944. En ese momento, el Armia Krajowa decidió comenzar la batalla contra los puestos de avanzada fortificados alemanes en todo Leópolis.
Las fuerzas alemanas se trasladaron desde las afueras de la ciudad y se fortificaron en el centro de la ciudad. En las primeras horas del día siguiente, lo que había empezado como una serie de escaramuzas resultó en el estallido de una intensa guerra urbana. La primera unidad polaca en unirse a la lucha fue el 14.º Regimiento de infantería Uhlan, que despejó el suburbio de Łyczaków y avanzó hacia el casco antiguo a lo largo de las calles Zielona y Łyczakowska. En el área occidental, las fuerzas polacas superaban en número a las alemanas y pudieron capturar la terminal de la estación principal de trenes. El área sur fue casi abandonada por los alemanes y las fuerzas polacas pudieron capturar la ciudadela del siglo XIX con grandes depósitos de suministros militares. Este éxito permitió mejorar el armamento de las tropas polacas.
El 23 de julio se produjeron los combates más intensos en el centro de la ciudad y el distrito norte, donde los polacos solo pudieron capturar las plantas de gas, evitando su demolición por parte de las tropas alemanas. En el centro de la ciudad, los partisanos fueron ayudados por todo el 10.º Cuerpo de Tanques soviético que se estaba uniendo gradualmente a la lucha. Los soviéticos avanzaron en tres cuñas. Una de ellas apuntaba a la zona sur, ya despejada de cualquier resistencia alemana por parte de las unidades polacas. Las otras dos reforzaron las unidades polacas que atacaban a lo largo de las calles Zielona y Łyczakowska. Al final del día, la última columna llegó a la Plaza de la Ciudad Vieja y los polacos capturaron el Mercado de la Ciudad Vieja.
Posteriormente, las autoridades civiles y militares fueron convocadas a una reunión con los mandos del Ejército Rojo y capturadas por la NKVD con garantías de seguridad para todos los asistentes. A pesar de estas garantías, los soviéticos arrestaron a unos 5.000 soldados polacos que fueron enviados al gulag Miedniki. Las restantes fuerzas del coronel Władysław Filipkowski fueron enroladas a la fuerza en el Ejército Rojo, enviados al Gulag o se fugaron para volver a la clandestinidad.